# Ciro Gomes
Ciro Ferreira Gomes (Pindamonhangaba, São Paulo, 6 de noviembre de 1957) es un político, abogado y profesor universitario brasileño.
A lo largo de su carrera política, ocupó los cargos políticos de diputado por el Estado en Ceará, alcalde de Fortaleza, gobernador de Ceará, Ministro de Finanzas en el gobierno de Itamar Franco y Ministro de Integración Nacional en el gobierno de Luiz Inácio Lula da Silva. Su último mandato político fue el de un diputado federal entre 2007 y 2011.
Fue candidato a la presidencia de la República en las elecciones presidenciales de 1998, 2002, 2018 y 2022, las dos últimas como miembro del Partido Democrático Laborista, al que actualmente se encuentra afiliado.

## Biografía
Fue miembro del  PMDB (Partido del Movimiento Democrático Brasileño) y del Partido de la Social Democracia Brasileña (PSDB). Llegando a ser elegido diputado federal, alcalde de la ciudad de Fortaleza y con tan sólo 32 años de edad, gobernador de Ceará (1991-1994). Renunció a este último cargo, siendo el 6 de septiembre designado Ministro de Hacienda por el presidente de la República Itamar Franco (ante la renuncia de Rubens Ricupero). 
Posteriormente dejó el PSDB e ingresó en el más izquierdista Partido Popular Socialista (PPS) para postularse como candidato a la presidencia de la República en las elecciones de 1998 (el tercero más votado, siendo superado por el miembro de su expartido Fernando Henrique Cardoso que consiguió su reelección en la jefatura del Estado) y en los comicios de 2002 (el cuarto más votado). En esta última ocasión apoyó a Lula da Silva en la segunda vuelta, la cual ganó.
Ciro Gomes ingresó en el Partido Socialista Brasileño (partido de discretos resultados electorales)y aceptó el cargo de ministro de Integración Nacional en el gobierno de Lula, siendo responsable de la coordinación regional y de obras públicas. En marzo de 2006 dimitió en el ministerio para concurrir en los comicios parlamentarios siempre por el estado Ceará, siendo elegido diputado federal con la votación más alta (proporcialmente) del país, el 16% de los votos estaduales; en estas mismas elecciones su hermano Cid Gomes fue elegido gobernador de Ceará.
Estuvo casado con Patricia Saboya, actual senadora y su aliada política; y con la famosa actriz brasileña, Patrícia Pillar de quien se separó en 2011. Se especuló sobre su posible candidatura para las elecciones presidenciales de 2010, debido a la alta favorabilidad de las encuestas (apareciendo en primer o segundo lugar).
Sin embargo, no se postuló ni en 2010 ni en 2014, mientras que en 2018 asumió su tercera postulación a la presidencia obteniendo el 12,47% de los votos, quedando en tercer lugar.